# Sylhet Strikers
Die Sylhet Strikers sind eine Cricketmannschaft in Sylhet. Das Franchise spielt seit der Saison 2012/13 in der Bangladesh Premier League (BPL).

## Geschichte
Bei der Versteigerung der Franchises am 10. Januar 2012 erzielte das Team einen Preis von 1,06 Millionen US-Dollar als es an ein Konsortium um den Elektronikhersteller Walton verkauft wurde. Bei der Spielerauktion vor der ersten Saison waren die wichtigsten Erwerbungen die Pakistaner Sohail Tanvir und Kamran Akmal. In der ersten Saison 2012/13 schied das Team, das als Sylhet Royals antrat, mit nur zwei Siegen als letzter in der Gruppenphase aus.
In der zweiten Saison 2013/14 konnte man sich als zweite Mannschaft in der Gruppenphase für das Halbfinale qualifizieren. Dort verlor man knapp mit 4 Runs gegen Dhaka und hatte so eine zweite Chance in der Vorschlussrunde. Dort traf man auf die Chittagong Kings, gegen die man mit 3 Wickets unterlag.
Nach einer zweijährigen Pause wurde ein neuer Franchisenehmer bestimmt und die Alif Group die zuvor die Barisal Bulls innehatten nun die neugestalteten Sylhet Super Stars übernahmen.
Für die neue Saison konnten sie den Pakistaner Shahid Afridi verpflichten. Die dritte Saison der BPL in 2015/16 war für Sylhet nicht mit Erfolg gekrönt. Im letzten Spiel der Vorrunde gegen die Neulinge Comilla Victorians hätten sie einen hohen Sieg erzielen müssen, um sich für die Playoffs zu qualifizieren, jedoch hielt die Mannschaft dem Druck nicht Stand und verlor hoch.
Nachdem entscheiden wurde das ihre Eigentümer gegen die Übereinkommen gegenüber der BPL verstoßen hätten, durften sie nicht an der vierten Saison der BPL teilnehmen. Ein neuer Besitzer brachte auch einen neuen Namen für das Team, die Sylhet Sixers.
Die fünfte Saison der BPL 2017/18 brachte für Sylhet einen fünften Platz in der Vorrunde und damit eine verpasste Qualifikation für die Playoffs.
In der sechsten Saison der BPL 2018/19 erhielten sie mit Sylhet Sixers einen neuen Namen und erzielten den sechsten Platz in der Gruppenphase.
Da sich das Bangladesh Cricket Board nicht mit den Franchise-Nehmern über einen neuen Vertrag einigen konnte, wurde das Franchise für die neue Saison direkt vom Verband geführt. Für die neue Saison sicherte sich das Team Mohammad Mithun in der Spielerauktion. In der siegten Saison 2019/20 scheiterten sie in der Gruppenphase, als sie den siebten und damit letzten Platz belegten.

## Abschneiden in der BPL
Das Team schnitt in der BPL wie folgt ab:
| Jahr    | Spiele | Siege | Niederlagen | No Result | Endplatzierung (Vorrunde) |
| ------- | ------ | ----- | ----------- | --------- | ------------------------- |
| 2012/13 | 10     | 2     | 8           | 0         | Vorrunde (6/6)            |
| 2013/14 | 12     | 9     | 3           | 0         | Halbfinale (2/7)          |
| 2015/16 | 10     | 3     | 7           | 0         | Vorrunde (5/6)            |
| 2017/18 | 12     | 4     | 7           | 1         | Vorrunde (5/7)            |
| 2018/19 | 12     | 5     | 7           | 0         | Vorrunde (6/7)            |
| 2019/20 | 12     | 1     | 11          | 0         | Vorrunde (7/7)            |